# Anna J. Cooper
Anna Julia Haywood Cooper, ameriška pisateljica, pedagoginja, sociologinja, govornica in aktivistka za osvoboditev temnopoltega prebivalstva, ki se je zavzemala za izobraževanje Afroameričanov in žensk, * 10. avgust 1858, Raleigh, Severna Karolina, ZDA, † 27. februar 1964, Washington, D.C., ZDA.
Rojena je bila 10. avgusta 1858 v suženjstvu, kasneje pa je s svojo izobrazbo presegla tako pričakovanja kot meje lastne države in se povzpela na svetovno raven ter si tako pridobila ugled v družbenih in akademskih krogih. Leta 1924 je doktorirala na univerzi Sorbonne v Parizu in postala četrta Afroameričanka z opravljenim doktoratom. Obenem je bila v svojem delu tudi pomembna članica afroameriške skupnosti v Washingtonu, D.C in članica sestrstva Alpha Kappa Alpha.
Najbolj je prispevala k družboslovnim področjem, zlasti sociologiji. Njena prva knjiga, A Voice from the South: By a Black Woman of the South (slovensko Glas z Juga: Temnopolta ženska na Jugu), je splošno priznana kot eno od utemeljitvenih del feminizma in boja za pravice žensk med temnopoltim prebivalstvom, zaradi česar je pogosto imenovana tudi »mati temnopoltega feminizma«.

## Življenje
Njena mati je bila sužnja, oče pa neznan, (domnevno njen lastnik ali njegov brat). Leta 1868 se je vpisala v novoustanovljeno osnovno šolo za osvobojene sužnje ter kolegij svetega Avguština, današnjo Univerzo svetega Avguština. Izkazala se je za odlično učenko in poleg šolanja je pri 10 letih začela poučevati matematiko. Z razlikami v odnosu do žensk se je soočala po vpisu na sveti Avguštin, ko so njene sošolce, moške študente, ocenili kot bolj primerne za nadaljevanje študija kot dekleta. To prepričanje se ji ni zdelo ustrezno in svoje življenje je posvetila zagovarjanju izobrazbe temnopoltih žensk.
Leta 1877 se je poročila s svojim sošolcem Georgeom Cooperjem, ki je dve leti kasneje umrl. Po moževi smrti se je vpisala na Univerzo Oberlin v Ohiu, kjer je leta 1884 diplomirala iz matematike in 4 leta kasneje iz imenovanega predmeta tudi magistrirala. Leta 1887 je postala profesorica na M Street srednji šoli, ki je bila leta 1870 ustanovljena kot pripravljalna srednja šola za temnopolto mladino, v Washingtonu. Tu je poučevala matematiko, naravoslovje in kasneje latinščino.
Konec 19. stoletja se je vključila v gibanje temnopoltih žensk. Pomagala je pri ustanovitvi več organizacij za zagovarjanje državljanskih pravic temnopoltih. Članice so bile na splošno izobražene ženske srednjega razreda, ki so prišle do spoznanja, da morajo pomagati zatiranim Afroameričanom. V tem času je postala priljubljena javna govorka. Leta 1893 je na svetovnem kongresu predstavnic žensk v Chicagu nagovorila množico z referatom »Intelektualni napredek temnopoltih žensk v Združenih državah od razglasitve emancipacije«. Kasneje, leta 1900, je bila prisotna na prvi vseafriški konferenci, kjer je imela govor na temo »Problem črncev v Ameriki«.
Leta 1902 je napredovala v ravnateljico srednje šole M Street. V času svojega mandata je povečala akademski ugled šole in številni diplomanti so bili sprejeti na prestižne šole. Njen, za tisti čas nenavaden pristop in poudarek na pripravljalne tečaje za fakulteto je razjezil nekatere kritike, ki so bili naklonjeni predvsem poklicnemu izobraževanju temnopoltih. Odbor za izobraževanje okrožja Columbia je zaradi lažnih obtožb zavrnil podaljšanje njene pogodbe za šolsko leto 1905 - 1906. Kljub vsemu je neustrašno nadaljevala svojo kariero kot predavateljica in štiri leta poučevala na Univerzi Lincoln, fakulteti za temnopolte v Jefferson Cityju, Missouri. Leta 1910 so jo ponovno zaposlili kot učiteljico na šoli M Street (po letu 1916 se je preimenovala v srednjo šolo Dunbar), kjer je nato delovala naslednjih 20 let.
Leta 1911 je, s krajšim delovnim časom, začela s študijem za doktorat. Leta 1925 je pri 65 letih doktorirala na Sorboni v Parizu in tako postala četrta Afroameričanka z opravljenim doktoratom iz filozofije. Disertacijo je napisala v francoščini, vendar je bila objavljena tudi v angleščini kot Slavery and the French Revolutionists (Suženjstvo in francoski revolucionarji), v letih 1788 do 1805.
Poleg svojih znanstvenih dejavnosti je skrbela za sedem otrok. Od leta 1930 do 1941 je bila tudi predsednica Univerze Frelinghuysen za zaposlene odrasle Afroameričane v Washingtonu. Umrla je 27. februarja 1964 v Washingtonu pri starosti 105 let.

## Delo
Njeno najbolj znano delo je A Voice from the South: By a Black Woman of the South (slovensko Glas z Juga: Temnopolta ženska na Jug), v katerem je zagovorjala pravice temnopoltih žensk, predvsem pravico do izobrazbe. Ta knjiga velja kot eno prvih in utemeljitvenih del temnopoltega feminizma in spada k družboslovnemu področju, sociologiji.

#### A Voice from the South: By a Black Woman of the South
Glas z Juga je zbirka esejev, ki se dotikajo različnih tem, kot so rasizem, spol, socialno-ekonomske status temnopoltih družin ter upravljanje škofovske cerkve. V sami knjigi je predstavljena vizija družbenega dviga afroameriških žensk z izobraževanjem. Osrednja teza dela je izobraževalni, moralni in duhovni napredek temnopoltih žensk, s čimer bi se na splošno izboljšal položaj afroameriške skupnosti. Prav tako je predstavljeno, da je nasilna narava moških pogosto v nasprotju s cilji visokega šolstva, zato je pomembno spodbujati več intelektualk, saj naj bi te prinesle v učni proces več elegance. Zagovarjano je tudi stališče, da je dolžnost izobraženih temnopoltih žensk podpirati prikrajšane ženske pri doseganju ciljev. Ta pogled so kritizirali kot podrejenega podobi “prave” ženske, značilne za skrajni feminizem, medtem ko so ga drugi označili kot enega najpomembnejših argumentov temnopoltega feminizma v 19. stoletju.

## Seznam del
- A Voice From the South: By a Black Woman of the South, The Aldine Printing Company, 1892.
- »Razprava o isti temi [The Intellectual Progress of the Colored Women of the United States since the Emancipation Proclamation],« na svetovnem kongresu predstavnic žensk , May Wright Sewall (ur.), Chicago: Rand McNally, 1894, str. 711–715.
- »The American Negro Academy,« Southern Workman, 27 (2) (February 1898): 35–36.
- »Colored Women as Wage Earners,« Southern Workman , 28 (avgust 1899): 295–298.
- »The Ethics of the Negro question,« Anna Julia Cooper Papers, Box 23-4, Folder 32 (1902): 1-26.
- L’attitude de la France à l’égard de l’esclavage pendant la revolution, Imprimerie de la Cour d'Appel, 1925.